# (32181) 2000 NB17
2000 NB17 (asteroide 32181) é um asteroide da cintura principal. Possui uma excentricidade de 0.01083680 e uma inclinação de 3.39672º.
Este asteroide foi descoberto no dia 5 de julho de 2000 por LONEOS em Anderson Mesa.